# Датун
Датун (на китайски: 大同, пинин: Dàtóng) е град в провинция Шанси, Северен Китай. Административният метрополен район който включва и града е с население от 3 318 057 жители, а градското население е 1 570 035 жители (2010 г.). Общата площ на административния метрополен район е 2080 кв. км, а градската част е 1074 кв. км. Развит е въгледобивът. Обслужва се от автомагистрали 208 и 109. Градът разполага с летище.

## Известни личности
Починали в Датун
- Уей Даоу (371 – 409), император